# Leandro de Almeida
Leandro Marcolini Pedroso de Almeida (Cornélio Procópio, 19 maart 1982) is een Braziliaans-Hongaars betaald voetballer die bij voorkeur in de verdediging speelt. Hij verruilde in januari 2010 Debreceni VSC voor Omonia Nicosia. In juni 2004 debuteerde hij in het Hongaars voetbalelftal.
De Almeida kwam op zijn zeventiende in Hongarije wonen, waar hij vijf jaar later het staatsburgerschap verkreeg. Hij speelde voordien bij de Braziliaanse clubs Londrina, Corinthians, Atlético Paranaense en de Hongaarse clubs Ferencváros, MTK Hungária FC, Haladás en Büki TK Bükfürdõ.

## Carrière
- 1999-'00: MTK Hungária FC
- 2000-'01: Büki TK Bükfürdõ
- 2001-'02: Szombathelyi Haladás
- 2002-'06: Ferencváros
  - 2005: → Atlético Paranaense (huur)
- 2006-'09: Debreceni VSC
- 2010- .. : Omonia Nicosia